# 이장경 (배우)
이장경(2005년 6월 26일 ~ )은 대한민국의 배우이다.

## 연기 활동

### 드라마
- 2010년 KBS 대하드라마 《근초고왕》 ... 윤슬 역
- 2010년 MBC 드라마 《욕망의 불꽃》 ... 어린 나영 역
- 2011년 KBS2 뮤지컬드라마 《바라바라 꿍》 ... 은나리 역
- 2011년 KBS2 주말 가족드라마 《사랑을 믿어요》
- 2013년 KBS2 월화드라마 《굿 닥터》 ... 김예은 역

### 영화
- 2011년 《마마》 - 연두 역